# 羅賢達
羅賢達（1905年—1950年11月7日），號建三，中華民國陸軍少將，湖南省長沙府人，黄埔軍校第五期畢業，曾任國民革命軍第十八軍第十一師政治部主任，國民革命軍第六十六軍軍長。1949年4月渡江战役期间，防守南京至蕪湖防線，其所部在安徽被全殲後遭解放軍俘虜。1950年9月30日试图越獄但失敗，1950年11月7日被槍決。

## 生平
1905年生，湖南省長沙府人，1926年3月考入黄埔軍校第五期砲兵科砲兵大隊學習，1927年8月畢業，歷任國民革命軍第十四師步兵團排長、連長、團附等職，1933年任第十八軍第十一師步兵團營長、團長等職1938年抗戰爆發，任第十八軍第十一師第三十一旅第六十二團團長，率部參加了淞滬會戰、南京保衛戰、徐州會戰、武漢會戰。1939年任第十八軍第十一師第三十一旅旅長，1940年參加棗宜會戰。1941年任第十八軍第十一師政治部主任，1942年升陸軍上校，1943年任第八十六軍第六十七師師長率部參加鄂北會戰等役。
1945年任國民革命軍第六十六軍第十三師師長，抗戰勝利後任陸軍六十七師師長。1946年6月任整編第六十六師第十三旅旅長與解放軍作戰，1948年開封戰役中整編第六十六師師長李仲辛陣亡，羅賢達率領餘部重整整編第六十六師並擔任師長。1948年9月22日敘任陸軍少將，1949年4月所部防守南京至蕪湖防線，1949年4月29日其所部在安徽遭解放軍全殲，羅賢達在安徽廣德被俘虜，送入華東軍區政治部敵工部解放軍官訓練團。1950年9月30日深夜與第二十八軍軍長劉秉哲试图越獄但失敗，十月遭公審被判處死刑，1950年11月7日被执行槍決。